# ソフトスイッチ
ソフトスイッチ（英: softswitch）とは、コンピュータシステム上で動作するソフトウェアを使い、電話の呼を接続する装置である。従来ハードウェアで行われてきた作業をソフトウェアで代替するものである。ソフト交換機ともいう。
ソフトスイッチは主に回線網とパケット網の接続点に位置して、接続を制御するのに使われる。交換ロジックと交換機構を持つ単一の装置でこの機能を実現できるが、最近ではコールエージェントとメディアゲートウェイという2つの装置に分離することが多い。
コールエージェントは全体の頭脳に相当する装置で、課金、呼のルーティング、信号制御、呼のサービスなどの機能を扱う。コールエージェントは1台で複数台のメディアゲートウェイを制御でき、遠隔のメディアゲートウェイともTCP/IPで接続する。
メディアゲートウェイは異なる種類のデジタルメディアストリームに接続し、呼におけるメディア（音声やデータ）のエンド・ツー・エンドの経路を生成する。DS1またはDS3ポート（日本や北米以外ではE1回線やSTM-1）などのPSTNネットワークに接続するインタフェースを持つ場合、ATMネットワークやIPネットワークに接続するインタフェースを持つ場合、VoIPのためのイーサネットインタフェースを持つ場合などがある。コールエージェントは呼を接続するため、メディアゲートウェイに対してそれらインタフェース間のメディアストリームの接続を指示する。このような仕組みはエンドユーザーからは見えない。
ソフトスイッチは通常、通信事業会社のいわゆる電話局の建物内に設置されている。局と局の間もその会社が所有するトランク回線で相互接続して呼を伝送し、他の通信事業会社との間も同様に接続している。
ソフトスイッチからエンドユーザーを見ると、メディアゲートウェイはいくつかのアクセス機器と接続されている。アクセス機器には、1つの電話しか接続できないATAから数百の電話を接続する構内交換機 (PBX) まで様々である。
大きなアクセス機器は、顧客に近い通信事業会社の所有する建物に置かれることが多い。各エンドユーザーは単純な銅の線で自前の機器を接続する。PBXなどの中規模の機器は企業が使い、単一回線の機器は個人宅などで使われる。
最近（NGNあるいは次世代ネットワーク）では、ソフトスイッチ機能はメディア・ゲートウェイ・コントローラ (MGC) で代替され、「ソフトスイッチ」という言葉は使われなくなりつつある。代わりにAGCF (Access Gateway Control Function) という用語が登場している。

## ソフトスイッチの部分としての機能サーバ
機能サーバ (feature server) はコールエージェント/ソフトスイッチに組み込まれており、呼に関連した機能を提供する。通話の転送、キャッチホン、ナンバーお知らせなどの機能は、ネットワーク上で実装する場合は機能サーバに実装される。機能サーバはコールエージェントと密接に連携し、必要に応じて個々の機能を提供しているメディアサーバともやり取りする。これらの機能は加入者が明示的に要求する必要はなく、呼制御ロジック内で自動的に起動することが多い。